# Сахар
Са́хар — распространённый продовольственный товар. Основной компонент сахара — сахароза, но кроме неё продукт может также содержать различные примеси. В белом сахаре допускается их содержание до 0,25 %, в рафинированном — до 0,1 %.
Сахара́ — то же, что низкомолекулярные углеводы (моно- и олигосахариды). Некоторые из них имеют сладкий вкус.

## Этимология
Слово — древнеиндийского происхождения, так как родина сахара — Индия (др.-инд. शर्करः (IAST: śarkaraḥ) «песчинка, гравий, сахар»); в русский язык оно было заимствовано через греч. σάκχαρον (сакхарон).

## История сахара

### Античность и Средневековье
В Европе сахар был известен ещё римлянам. Коричневые сахарные крупицы получали из сока сахарного тростника и ввозили в Европу из Индии. Египет, провинция Римской империи, был посредником в торговле с Индией.
Неарх, адмирал Александра Македонского, узнал о сахаре и описал его в 325 году до н. э. благодаря своему участию в походе в Индию под предводительством Александра.

Греческий врач Педаний Диоскорид в I веке н. э. описал сахар в своем медицинском трактате De Materia Medica. Схожее описание даёт римлянин Плиний Старший в своей «Естественной истории»: 
Сахар делают и в Аравии, но индийский сахар лучше. Это разновидность мёда, которую обнаруживают в тростнике, белая, как смола, и хрустит между зубами. Она продается в кусках размером с лесной орех. Сахар используется только в медицинских целях. 
Позднее сахарный тростник появился на Сицилии и в Южной Испании, но с падением Римской империи эта традиция была утрачена.
Крестоносцы привезли сахар в Европу после своих походов в Святую землю, где они встречали караваны со «сладкой солью». В начале XII века Венеция заполучила несколько деревень близ Сура и основала там поместья для производства сахара на экспорт в Европу. Он дополнил использование меда, который ранее был единственным доступным подсластителем. Летописец эпохи крестовых походов Вильгельм (Гийом) Тирский писал в конце XII века, что сахар «очень необходим для пользы и здоровья человека». В XV веке Венеция была главным центром переработки и распространения сахара в Европе. 

### В Европе
Стебли сахарного тростника, растения, в диком виде росшего в Индии, являлись первоначальным сырьём для добывания сахара. В Европе тростниковый сахар стал известен ещё до нашей эры в качестве медицинского средства. При владычестве арабов в IX веке возделывание сахарного тростника было развито в Египте, Сицилии и Южной Испании. В конце X века выработка сахара в виде конических сахарных голов уже производилась в Венеции, но большее распространение сахар получил в Европе лишь во время крестовых походов.
В 1493 году Колумб перевёз сахарный тростник с Канарских островов на Санто-Доминго (Гаити), и с этого времени его культивирование в Вест-Индии и Центральной Америке стало быстро развиваться, и импорт сахара из колоний начал покрывать общую потребность в нём в Европе, в которой начиная с XVI столетия появились рафинадные сахарные заводы для его очистки.
Фламандский картограф Абрахам Ортелий писал в 1572 году: «Сахар одно время можно было достать только у аптекарей, которые его приберегали для больных; теперь им лакомятся повсеместно. То, что раньше было лекарством, стало обычной едой».
Тем не менее, сахар ещё долго, вплоть до XIX века, оставался предметом роскоши. Большая часть сахара, потребляемая в современном мире, производится из сахарного тростника.
В 1747 году Андреас Марграф опубликовал в мемуарах Берлинской академии наук свои наблюдения о возможности извлекать сахар из корнеплодов свекловицы (Beta vulgaris) и указал даже порядок работы, который в существенных чертах сохранился и до настоящего времени. Честь устройства первого завода для добывания сахара из свекловицы принадлежит ученику Марграфа Ашару, но первые опыты в фабричном размере были неудачны и производство свекловичного сахара поставлено было на твёрдую почву в 1806 году Наполеоном (раздача земли для возделывания сахарной свёклы, учреждение при фабриках школ, выдача премий), который видел в нём одно из средств к поддержанию т. н. континентальной системы и независимости от импорта из Британской империи. Высокая цена колониального тростникового сахара (около 8 франков за килограмм) делала выгодным производство сахара местного, а вместе с тем введённые во Франции усовершенствования производства (тёрки, гидравлические прессы, процеживание через костный уголь, нагревание и сгущение сока паром) повели за собой быстрое его развитие: в 1828 году во Франции работали уже 103 завода, производившие до 5 тыс. тонн сахара в год. Технология, разработанная во Франции, распространилась затем в Германии и других странах Европы.

### В России
История сахара на территории современной России начинается примерно с XI—XII веков. Когда сахар завезли впервые, он был доступен только знати. Первая в России «сахарная палата» была открыта Петром I в начале XVIII века, и сырьё для сахара ввозилось из-за границы. В 1809 году стало налаживаться производство сахара из отечественного сырья — сахарной свёклы.
В 1799 году профессор фармацевтической химии и фармации Московского университета Иоганн Иаков Биндгейм разработал способ получения сахара из белой свёклы и предложил план строительства сахарных заводов, описав основные составляющие сахарного производства в своей статье «Опыты и наблюдения о домашнем приготовлении сахару в России, а особливо из свекловицы».
В 1799—1801 годах Яков Степанович Есипов разработал технологию получения сахара из свёклы в промышленных условиях, впервые используя способ очистки свекловичного сока известью, применяемый и по настоящее время.
Первый завод в России для добывания свекловичного сока, главным образом для переработки в спирт, основан компаньонами генерал-майором Е. И. Бланкенагелем и Я. С. Есиповым в 1802 году в Тульской губернии, затем сахарный завод был устроен И. А. Мальцовым в 1809 году, дальнейшее развитие русского свеклосахарного производства многим обязано семье графов Бобринских. В 1897 году в России работали 236 заводов производительностью до 45 млн пудов в год.

## Коричневый сахар
Коричневый сахар — тростниковый нерафинированный сахар.
Коричневый сахар состоит из кристаллов сахарозы, покрытых тростниковой мелассой с естественным ароматом и цветом. Производится увариванием сахарного сиропа по специальной технологии. Существует большое количество разновидностей коричневого сахара, которые различаются между собой главным образом по количеству содержащейся патоки мелассы.
Тёмный тростниковый сахар имеет более тёмный цвет и более сильный аромат патоки, чем светлый. Иногда коричневый сахар называют «чайный» или «кофейный». Производителями и продавцами коричневый сахар позиционируется как элитный и дорогой, экологически чистый деликатесный продукт. Но диетологи отмечают, что неочищенный сахар может содержать нежелательные примеси и даже вредные примеси и имеет примерно такую же калорийность.
Визуально коричневым сахаром также является измельченный утфель (промежуточный продукт при производстве сахара), производимый из сахарной свёклы или тростника. Имеет сладкий вкус и сильно выраженный аромат патоки и мелассы.
На рынке также встречаются подделки коричневого сахара — его могут изготавливать из рафинированного, примешивая к нему коричневый краситель.

## Виды сахара по сырью

### Сахар тростниковый
Сахарный тростник — многолетняя трава, культивируется в тропических и субтропических регионах. Для его выращивания требуется тёплый климат с достаточным количеством осадков в период вегетации, чтобы в полной мере использовать потенциал роста растений. Урожай собирают механически или вручную, стебли нарезаются на куски и быстро транспортируются на перерабатывающий завод. Здесь сырьё либо измельчают и экстрагируют сок с водой, либо сахар извлекается путём диффузии. Потом сок подвергается очищению с помощью гашёной извести (дефекация) и подогрева для дезактивации ферментов. В результате жидкий сироп пропускается через серию испарителей, после чего оставшаяся вода удаляется в вакуумном аппарате. После этого из пересыщенного раствора выпадают кристаллы сахарозы.
Патока является побочным продуктом процесса производства сахара. Волокна от стеблей, известные как жмых, сжигаются с целью получения энергии для процесса экстракции сахара. Кристаллы утфеля (сахара-сырца) имеют липкий коричневый налёт и могут быть использованы в пищу в исходном виде, или же их отбеливают диоксидом серы или угольной кислотой (процесс сатурации) для получения белого продукта.

### Сахар свекольный
Сахарная свёкла (Beta vulgaris) — двулетнее растение, мясистый корнеплод формируется в первый год. Культивируется в регионах с умеренным климатом с умеренным количеством осадков и требует плодородной почвы. Урожай собирают осенью, с удалением ботвы и налипшей почвы. Корнеплоды могут храниться без потерь сахарозы в течение нескольких недель перед отправкой на перерабатывающий завод, где свёклу промывают, нарезают и отправляют в диффузионные аппараты для получения сахарного сиропа. Сок из диффузионных аппаратов проходит через мерники, потом его для отделения от частичек мякоти пропускают через фильтры из древесных стружек или грубой ткани, либо через металлические сита. После этого сок подогревается до +60 °С в решоферах, — в котлах, снабжённых трубками, через которые проходит сок, а в пространство между трубками пропускают пар; после этого сок поступает в дефекатор(ы) и несколько раз подвергается очистке известью (процесс дефекации) и затем углекислым газом (процесс сатурации).
Процессы дефекации и сатурации состоят в том, что известь при нагревании вытесняет слабые органические основания в осадок и даёт с двуосновными органическими кислотами нерастворимые соли кальция, разлагает инвертированный сахар, даёт нерастворимые соединения с легуминовыми белками и, наконец, избыток её увлекает в осадок имеющуюся в соке суспензию; при этом щелочные основания, освободившись из солей органических кислот, вступают в соединение с сахарозой, образуя щелочные сахараты, а избыток извести даёт одновременно известковый сахарат; вместе с тем азотистые вещества частично начинают разлагаться с выделением аммиака. Следующая затем обработка дефекованного сока угольным ангидридом имеет целью, главным образом, удалить избыток извести, которая, осаждаясь в виде карбоната кальция, производит дальнейшее осветление и обесцвечивание сока, а равно, разложить щелочные и известковые сахараты; сатурацию останавливают при известной щёлочности сока (часть щёлочности зависит от присутствия углекислых щелочных солей), чтобы этим предохранить сок от разложения под действием микроорганизмов. Кроме того, предложено весьма большое число средств и способов для очищения сока для замену извести и угольной кислоты, но все эти предложения не приобрели практического применения.
Очищенный указанными средствами сок настолько освобождается от примесей, что его можно простым выпариванием довести до такой концентрации, при которой из уваренной массы будут осаждаться кристаллы сахара.
Сгущённый сок, или сироп, называемый утфелем (нем. Hutfüllmasse), при процеживании подвергается окончательному увариванию в вакуум-аппаратах. Отделение кристаллов от патоки производят при помощи центрифуг, пуская во вращающийся барабан центрифуги только что выпущенный утфель (горячее пробеливание), или давая ему охладиться (холодное пробеливание), причём он застывает в твёрдую массу, которую необходимо для придания ей однородности с целью равномерной нагрузки центрифуги размешать, что производится в приборах — утфелемешателях. Наполненный утфелем барабан центрифуги выбрасывает через сетчатые стенки патоку (первый оттёк) и удерживает кристаллы сахара, которые пробеливают или сперва клерсом, или напрямую паром, обмывающим удержавшуюся на кристаллах патоку; эту часть стекающей жидкости обыкновенно собирают отдельно (второй оттёк). По окончании пробелки кристаллы сахара, составляющего так называемый белый сахар, или первый продукт, вынимают из центрифуги и высушивают, пропуская через вращающиеся цилиндры, через которые проходит струя нагретого воздуха. При горячем пробеливании из 100 частей утфеля получается до 50 частей первого продукта, при холодном — до 53—55 частей, хотя уже несколько менее чистого. Белый сахар содержит 99,0—99,8 % сахара.
Полученные из первого продукта оттёки перерабатываются и отделяются от патоки. Таким образом получается второй продукт, или первый жёлтый сахар, содержащий 90-95 % сахара. Патока, отделённая от второго продукта, после переработки даёт третий продукт, с содержанием сахара от 85 % до 90 % (второй жёлтый сахар). Обыкновенно уже после выделения кристаллов третьего продукта получается патока, содержащая настолько много не сахара, что она называется чёрной, или кормовой, и идёт в большом количестве как материал для винокурения, а также в корм скоту.

### Сахар кленовый
См. также: Кленовый сироп
Кленовый сахар — традиционный сахар в восточных провинциях Канады, добываемый с XVII столетия из сока сахарного клёна, для чего стволы в феврале и в марте просверливают, и тогда из отверстий начинает вытекать сок, содержащий до 3 % сахара. Течение сока продолжается несколько недель, так что из каждого дерева его получается большое количество. Сок выпаривают, получают «кленовый сироп», а затем из сиропа добывают сахар (до 3—6 фунтов ежегодно из каждого дерева). Он употребляется местным населением вместо обыкновенного тростникового сахара. Индустрия кленового сиропа в 1989 году принесла более 100 млн долларов прибыли.

### Сахар пальмовый
Пальмовый сахар, или ягре — сахар, добываемый в Южной и Юго-Восточной Азии, на Молуккских островах и многих островах Индийского океана из сладкого сока, вытекающего в большом количестве из надрезов на молодых цветочных початках различных видов пальм. В Индии на Коромандельском берегу, на Мальдивских и Молуккских островах, а отчасти и на Шри-Ланке его получают, главным образом, из сока кокосовой пальмы (так называемый кокосовый сахар). Одна кокосовая пальма в состоянии дать в год более 250 кг сока, содержащего до 20 % сахарозы, и при умелом пользовании, не нанося деревьям значительный вред, можно получать хорошие выходы сока в течение многих лет. Сахар, получаемый из пальмового сока выпариванием, формуется в скорлупах кокосовых орехов и в виде круглых караваев поступает на рынок. Потребляют его преимущественно в той же местности, где и производят. Добывают пальмовый сахар также и из финиковой пальмы, аренги и других пальм.

### Сахар сорговый
Добывание сахара из стеблей сорго сахарного (Sorghum saccharatum (L.) Pers.) практиковалось ещё с глубокой древности в Китае, позднее получило распространение в северных штатах США во время гражданской войны, когда подвоз тростникового сахара по морю блокировался Англией, но сорговый сахар не получил широкого распространения, так как сорго не оправдало возлагаемых ожиданий как удобный сырьевой материал для добычи сахара. Объясняется это тем, что хотя сорговый сок и весьма богат сахарозой, извлечение из него последней в чистом виде сопряжено со значительными трудностями ввиду большого содержания в соке минеральных солей, камедеобразных веществ и инвертированного сахара; вследствие этого выход чистого кристаллического сахара весьма мал. Для извлечения сахара из сорго применяют, между прочим, и диффузионный способ. Сорговая резка содержит 5-11 % обыкновенного и 1-9 % инвертированного сахара; состав одного утфеля, например, был следующим: сахарозы — 53,5 %, инвертированного сахара — 13,6 %, органических веществ (не сахара) — 5,1 %, золы — 4,7 % и воды — 23,1 %. Гораздо большую выгоду сорго приносит в винокурении. Однако культура сорго для получения сахара сохраняет свой сельскохозяйственный потенциал, поскольку сорго может возделываться в засушливых районах, где выращивание прочих сахарных культур либо невозможно, либо невыгодно. Также сахарное сорго не требует специальных машин и особых приёмов возделывания, для его культивирования пригодны те же методы и механизмы, которые используются для кукурузы.

## Пищевая ценность сахара
Сахар относится к углеводам. Крахмал также принадлежит к углеводам, но усваивание его организмом происходит относительно медленно. Сахароза же быстро расщепляется в пищеварительном тракте на глюкозу и фруктозу, которые затем поступают в кровоток.
Глюкоза обеспечивает более половины энергетических затрат организма. Нормальная концентрация глюкозы в крови поддерживается на уровне 80—120 миллиграммов сахара в 100 миллилитрах (от 0,08 до 0,12 %). Глюкоза обладает способностью поддерживать барьерную функцию печени против токсических веществ благодаря участию в образовании в печени так называемых парных глюкуроновых кислот. Приём сахара внутрь или введение глюкозы в вену рекомендуется при некоторых заболеваниях печени, отравлениях.
1 чайная ложка = 4 г сахара = 16 ккал.
| Белый сахар                      | Белый сахар              |
| Состав на 100 г продукта         | Состав на 100 г продукта |
| -------------------------------- | ------------------------ |
| Энергетическая ценность          | 387 ккал 1619 кДж        |
| Вода                             | 0,02 г                   |
| Белки                            | 0 г                      |
| Жиры                             | 0 г                      |
| Углеводы                         | 99,98 г                  |
| — сахара́                         | 99,91 г                  |
| Витамины                         |                          |
| Рибофлавин (B2), мг              | 0,019                    |
| Микроэлементы                    |                          |
| Кальций, мг                      | 1                        |
| Железо, мг                       | 0,01                     |
| Калий, мг                        | 2                        |
| Прочее                           |                          |
| Источник: USDA Nutrient database |                          |

| Коричневый сахар                 | Коричневый сахар         |
| Состав на 100 г продукта         | Состав на 100 г продукта |
| -------------------------------- | ------------------------ |
| Энергетическая ценность          | 377 ккал 1576 кДж        |
| Вода                             | 1,77 г                   |
| Белки                            | 0 г                      |
| Жиры                             | 0 г                      |
| Углеводы                         | 97,33 г                  |
| — сахара́                         | 96,21 г                  |
| Витамины                         |                          |
| Тиамин (B1), мг                  | 0,008                    |
| Рибофлавин (B2), мг              | 0,007                    |
| Ниацин (B3), мг                  | 0,082                    |
| Пиридоксин (B6), мг              | 0,026                    |
| Фолацин (B9), мкг                | 1                        |
| Микроэлементы                    |                          |
| Кальций, мг                      | 85                       |
| Железо, мг                       | 1,91                     |
| Магний, мг                       | 29                       |
| Фосфор, мг                       | 22                       |
| Калий, мг                        | 346                      |
| Натрий, мг                       | 39                       |
| Цинк, мг                         | 0,18                     |
| Прочее                           |                          |
| Источник: USDA Nutrient database |                          |

## Производство сахара
Выпускаются следующие виды сахара:
- сахар белый[19];
- кусковой сахар (прессованный или отлитый в форме)[19];
- сахарная пудра[19];
- сахар-кандис;
- сироп — водный раствор сахара;
- В прошлом выпускался в форме сахарной головы.

Статистика производства в мире
Среднее годовое потребление сахара на человека в Европе: середина XIX века — 2 кг, 1920 год — 17 кг, 2000-е — 37 кг.
В период с 2001 по 2018 год мировое потребление сахара увеличилось с 123,454 млн тонн до 172,441 млн тонн, что эквивалентно росту в среднем на 2,01 % в год.
В 2015 году в мире было произведено 167,5 миллиона тонн сахара, при этом 88 % сахара было произведено из сахарного тростника и 12 % из сахарной свёклы. В пятёрку крупнейших производителей сахара в 2015 году вошли Бразилия, Индия, Европейский союз, Таиланд и Китай. За тот же год крупнейшим экспортёром сахара являлась Бразилия, за ней следовали Таиланд и Индия. Крупнейшими импортёрами были Китай, Соединённые Штаты и Индонезия. В настоящее время Бразилия имеет самое высокое потребление сахара на душу населения, за ней идут Австралия, Таиланд и Европейский союз.
В 2019 году объём торговли сахаром в мире снизился по сравнению с 2017 и 2018 годами, достигнув 57,74 млн тонн, что на 4,43 млн тонн меньше, чем в 2018 и на 7,80 млн тонн меньше, чем в 2017. Считается, что этот тренд отражает уверенность стран-импортёров в том, что существует переизбыток предложения по экспорту сахара.
| Бразилия  | 35,0 |
| Индия     | 27,0 |
| Европа    | 13,8 |
| Таиланд   | 11,5 |
| Китай     | 9,8  |
| США       | 7,4  |
| Россия    | 6,7  |
| Мексика   | 6,0  |
| Пакистан  | 5,2  |
| Австралия | 4,8  |

| Страна           | 2007/08 | 2008/09 | 2009/10 | 2010/11 | 2011/12 |
| ---------------- | ------- | ------- | ------- | ------- | ------- |
| Бразилия         | 31 600  | 31 850  | 36 400  | 38 350  | 35 750  |
| Индия            | 28 630  | 15 950  | 20 637  | 26 650  | 28 300  |
| Европейский союз | 15 614  | 14 014  | 16 687  | 15 090  | 16 740  |
| Китай            | 15 898  | 13 317  | 11 429  | 11 199  | 11 840  |
| Таиланд          | 7820    | 7200    | 6930    | 9663    | 10 170  |
| США              | 7396    | 6833    | 7224    | 7110    | 7153    |
| Мексика          | 5852    | 5260    | 5115    | 5495    | 5650    |
| Россия           | 3200    | 3481    | 3444    | 2996    | 4800    |
| Пакистан         | 4163    | 3512    | 3420    | 3920    | 4220    |
| Австралия        | 4939    | 4814    | 4700    | 3700    | 4150    |
| Другие страны    | 38 424  | 37 913  | 37 701  | 37 264  | 39 474  |
| Всего            | 163 536 | 144 144 | 153 687 | 161 437 | 168 247 |

| Бразилия  | 24,0 |
| Таиланд   | 7,6  |
| Индия     | 3,1  |
| Франция   | 2,3  |
| Гватемала | 2,1  |
| Мексика   | 1,4  |
| Куба      | 1,1  |
| Германия  | 0,8  |
| Колумбия  | 0,7  |
| Бельгия   | 0,6  |

| Китай            | 4,8 |
| Индонезия        | 3,4 |
| США              | 3,2 |
| Бангладеш        | 2,6 |
| Малайзия         | 1,9 |
| Алжир            | 1,9 |
| Республика Корея | 1,8 |
| ОАЭ              | 1,7 |
| Италия           | 1,5 |
| Великобритания   | 1,1 |

### Сахар в кубиках
Сахар-рафинад в форме кубиков был изобретён в 1843 году в Чехии. Изобретатель — швейцарец Яков Кристоф Рад был управляющим сахарного завода в Дачице. На месте, где находился сахарный завод, сейчас установлен памятник — белоснежный куб, символизирующий сахар-рафинад.

## Влияние на здоровье
Чрезмерное потребление подслащенных напитков (в том числе фруктовые соки, безалкогольные напитки, фруктовые напитки, спортивные напитки, энергетики, холодный чай и лимонад) повышает риск развития метаболического синдрома, включающего в себя ожирение и сахарный диабет 2 типа. Эти патологии могут возникать у взрослых и детей за счет увеличения общей калорийности пищи. Дети, которые чрезмерно употребляют сахар в еде и напитках, имеют высокий риск набрать лишний вес. Обзоры показывают, что для предотвращения распространенности ожирения среди детей и взрослых нужна государственная политика в направлении здорового образа жизни. Помимо чрезмерного увеличения калорийности, существуют и другие механизмы, с помощью которых высокое потребление сахара вызывает ожирение; эти механизмы до сих пор неясны из-за ограничений клинических исследований, связанных с неконтролируемыми факторами, такими как особая диета, физическая активность и малоподвижный образ жизни.
Долгое время потребление сахара и внутривенное введение концентрированных растворов глюкозы считалось эффективным средством при различных заболеваниях сердечно-сосудистой, нервной и пищеварительной систем.
В последние годы диетологи склоняются к необходимости ограничения употребления этого продукта. Предполагается, что в пожилом возрасте избыточное потребление сахара способствует нарушению жирового обмена, приводит к увеличению концентрации холестерина и глюкозы в крови, вносит дезорганизацию в функции клеток.
На повышение в крови холестерина влияет характер принимаемых с пищей иных сахаров: наиболее активна в этом отношении лактоза, по сравнению с сахарозой, которая, в свою очередь, больше способствует гиперхолестеринемии, чем глюкоза. Увеличение концентрации глюкозы в крови, изменяя проницаемость стенки артерий, создаёт благоприятные условия для отложения в ней липидов и повышает склеивание тромбоцитов.
Всемирная организация здравоохранения рекомендует ограничивать потребление сахара в течение всей жизни. Суточная доля добавленного сахара в рационе не должна превышать 10 % от общей калорийности: это примерно 50 грамм в день. Для благотворного эффекта на организм потребление сахара необходимо дополнительно снизить до 5 % от суточной калорийности рациона. Согласно рациональным нормам потребления пищевых продуктов, разработанным Минздравом, россиянам рекомендуется съедать 24 кг сахара в год. Это около 66 грамм в сутки.
Не случайно диетологи рекомендуют, чтобы в рационе питания пожилых людей, особенно имеющих склонность к ожирению, количество сахара не превышало 15 % от общего суточного количества углеводов.
Кардиологи утверждают, что в результате повышения калорийности питания за счёт сахара у людей, не занимающихся физическим трудом, создаются условия для избыточной массы тела и быстрого развития атеросклероза.
Потребляемые в излишке легкоусвояемые, но неусвоенные углеводы попадают из кишечника в кровоток и раздражают (а если это повторяется часто, то могут нарушить) секрецию инсулина поджелудочной железой.
В нормальных условиях гормон поджелудочной железы — инсулин выполняет в организме функции регулятора углеводного обмена. Благодаря инсулину глюкоза преобразуется в печени и в мышцах в полисахарид гликоген, а часть глюкозы превращается в жир. Потребность организма в углеводах в среднем возрасте составляет 400—500 граммов в сутки, а в пожилом на 100 граммов меньше, то есть 300—400 граммов в сутки.
Следует учитывать, что углеводы — это не только сахар, они также содержатся в мёде, фруктах, мучных продуктах, крупах. Из-за отсутствия в сахаре и синтезированной фруктозе клетчатки и других волокон как в естественной форме в цельных и необработанных фруктах и овощах, а так же цельнозерновых крупах, углеводы впитываются в кровь быстрее вызывая долгий подъём дофамина вследствие чего обходят  дофаминовую систему "торможения" мозга из-за чего сахар вызывает привыкание и неконтролируемое употребление углеводов. Опасность для здоровья приносят так называемые простые сахара (тростниковый, свекловичный, виноградный, синтезированная фруктоза) легкорастворимы в воде и быстро всасываются в кровь. Простые сахара содержатся примерно в 80% соусов, консервированных продуктов, смузи, газированных напитков, в печенье, йогуртах, белом хлебе, конфетах, соках и т.д.  Для замедления перехода глюкозы из крови в ткани рекомендуется заменять рафинированные углеводы (сладости, кондитерские изделия и прочее) полисахаридами, например, крахмалом.
https://thatsugarmovement.com/
Исследователи из University of Bath выяснили, что люди, употребляющие чрезмерное количество сахара, имеют повышенный риск появления симптомов болезни Альцгеймера. Учёные установили четкую связь между уровнем сахара в крови и дегенеративным неврологическим заболеванием, так как переизбыток глюкозы нарушает выработку фермента, который способствует предотвращению заболевания на ранней стадии. К такому выводу ученые пришли после изучения образцов ткани мозга у людей, страдающих болезнью Альцгеймера.
Психологи считают, что поедание сладостей лишь увеличивает тягу к сладкому, что приводит к так называемой сахарной зависимости.

## Заменители сахара
Вместо сахара можно использовать мёд или фрукты, которые содержат как фруктозу, так и глюкозу. В клетках печени фруктоза фосфорилируется, а затем расщепляется на триозы, которые либо используются для синтеза жирных кислот, что может приводить к ожирению, а также к повышению уровня жиров (что, в свою очередь, повышает риск атеросклероза), или используется для синтеза гликогена (частично также превращается в глюкозу в ходе глюконеогенеза).
Фрукты и ягоды особенно полезны благодаря содержанию в них витаминов, органических кислот и минеральных солей. Пчелиный мёд также содержит витамины, органические кислоты, соли, ферменты, белки и в той же мере оказывает благоприятное влияние на организм, но содержание сахарозы (до 2 %) и высокая калорийность также требуют ограничения потребления мёда до 50—60 граммов в день. Также мёд для некоторых людей является аллергеном.
Заменители сахара (ксилит, сорбит, аспартам), которые по сладости и внешнему виду мало отличаются от пищевого сахара, могут использоваться при лечении ожирения. Для обеспечения потребности человека в сладком достаточно в день 40 граммов ксилита. Тем не менее имеются данные, что непрерывное употребление ксилита в пожилом возрасте может ускорить течение атеросклеротического процесса.
В качестве альтернативы сахару используются сладкие белки — группа природных растительных белков, обладающих сладким вкусом. Они выделяются преимущественно из семян и плодов тропических растений произрастающих в Африке и Азии. Сладкие белки в 100-3000 раз слаще обычного сахара в пересчете на массу, при этом отличаются небольшой калорийностью.
Сладкие белки не способствуют ожирению и не провоцируют выработку инсулина. Подсластители на белковой основе используются для изготовления диетических продуктов, показанных при диабете и ожирении.
В качестве подсластителей и корректоров вкуса сладкие белки одобрены к применению в США, странах Евросоюза, Японии, России. Они применяются как самостоятельно, так и в сочетании с другими натуральными и синтетическими сахарозаменителями.

## Непищевое применение сахара
В донной противодесантной мине, устанавливаемой в прибрежной воде возле своего берега реки (водоёма) на глубине до двух метров, в качестве предохранителя используется пробка из прессованного сахара. Установив такую мину, открывают крышку, закрывавшую воде доступ к пробке. Максимум за два часа (время сильно зависит от температуры воды) сахарная пробка растворится, отчего мина встанет на боевой взвод. Такое устройство позволяет установить минное поле таких мин без опасности подорваться на уже установленных.
Из сахара также изготавливают скульптуры.

## Галерея
- Ёмкость для хранения сахара. УССР
- Плантация сахарного тростника
- Сахарный тростник, подстегнувший колонизацию
- Хасиенда Ла Фортуна. Комплекс сахарного завода в Пуэрто-Рико, написанный Франсиско Оллером[англ.] в 1885 году, Бруклинский музей
- Сахароза: дисахарид глюкозы (слева) и фруктозы (справа).
- Кристаллы мисри
- Леденцовые конфеты окрашены в зелёный цвет.
- Кубики сахара
- Примеры коричневого сахара: мусковадо (вверху), тёмно-коричневый (слева), светло-коричневый (справа)
- Баночка мёда с ковшом[англ.] и бисквитом[англ.]
- Цельный финиковый сахар
- Цельный тростниковый сахар (серый), высушенный в вакууме[англ.]
- Цельный тростниковый сахар (коричневый), высушенный в вакууме
- Сырые кристаллы нерафинированного, небелёного сахара